# يوشيكي مايهد
يوشيكي مايهد (باليابانية: 前田 義貴) (29 أغسطس 1975 في ساغا في اليابان – )؛ هو لاعب كرة قدم ياباني سابق كان يلعب كحارس مرمى.

## وصلات خارجية
- يوشيكي مايهد على موقع رابطة كرة القدم اليابانية للمحترفين (اليابانية)